# محمد قشطة
محمد قشطة (1958 - 24 مارس 2024) هو ممثل مصري.

## حياته ومسيرته
ولد سنة 1958 في بنها، بدأ مشواره الفني في بداية الألفية الثاني من القرن العشرين، قدم أدوارا ثانوية عديدة في أفلام السينما، والمسلسلات التليفزيونة واشتهر بتقدم بدور الأب، والتاجر والزبون، ومن أشهر أفلامه أيام السادات، وأنا مش معاهم، وإحنا اتقابلنا قبل كده، والرجل الغامض بسلامته.

## أعماله[10]
قوت القلوب
2020 - مسلسل
قوت القلوب ج2
2020 - مسلسل
واكلينها والعة (سبع صنايع) ج2
2020 - مسلسل
أفراح إبليس ج2
2019 - مسلسل
الضاهر
2019 - مسلسل
أهو ده اللي صار
2019 - مسلسل
قاضي المحكمة
حواديت الشانزليزيه
2019 - مسلسل
زلزال
2019 - مسلسل
محمد حسين
2019 - فيلم
اللواء
مملكة الغجر
2019 - مسلسل
ولد الغلابة
2019 - مسلسل
أرض النفاق
2018 - مسلسل
الشارع اللي ورانا
2018 - مسلسل
لدينا أقوال أخرى
2018 - مسلسل
نص جوازة
2018 - فيلم
الدكتور
واكلينها والعة (سبع صنايع)
2018 - مسلسل
يوم الدين
2018 - فيلم
مدير المستعمرة
بين عالمين
2017 - مسلسل
والد ليلى
حجر جهنم
2017 - مسلسل
ريّح المدام
2017 - مسلسل
مسن حلقة 25
عرايس خشب
2017 - مسلسل
كارت ميموري
2017 - فيلم
والد غاده
يجعلو عامر
2017 - فيلم
الهلباوى
اللي اختشوا ماتوا
2016 - فيلم
القاضي
المغني
2016 - مسلسل
أوشن 14
2016 - فيلم
لواء الداخليه
تحت الترابيزة
2016 - فيلم
فادي أبو دومه
شهادة ميلاد
2016 - مسلسل
صابر جوجل
2016 - فيلم
الأمن الوطني
صد رد
2016 - مسلسل
مدير الفندق
ليالي الحلمية ج6
2016 - مسلسل
مصيلحي حسنين
ليلة
2016 - مسلسل
مأمون وشركاه
2016 - مسلسل
وعد
2016 - مسلسل
أريد رجلًا ج1
2015 - مسلسل
أريد رجلًا ج2
2015 - مسلسل
الصندوق الأسود
2015 - مسلسل
الكابوس
2015 - مسلسل
المرسي أبو العباس
2015 - فيلم
الحاج العبادى
حالة عشق
2015 - مسلسل
ذهاب وعودة
2015 - مسلسل
سلسال الدم ج2
2015 - مسلسل
محمد
عيون القلب
2015 - مسلسل
من الجاني؟
2015 - مسلسل
/ ضيف ح9
مولد وصاحبه غايب
2015 - مسلسل
ولي العهد
2015 - مسلسل
والد عاصم
ابن حلال
2014 - مسلسل
السيدة الأولى
2014 - مسلسل
الصياد
2014 - مسلسل
العملية مسي
2014 - مسلسل
النبطشي
2014 - فيلم
أنا عشقت
2014 - مسلسل
تماسيح النيل
2014 - مسلسل
دكتور أمراض نسا
2014 - مسلسل
سيرة حب
2014 - مسلسل
شارع عبدالعزيز 2
2014 - مسلسل
امين الحزب الوطني المنحل
فيفا أطاطا
2014 - مسلسل
قلوب
2014 - مسلسل
31/12
2013 - فيلم
مدير إدارة المرور
الشك
2013 - مسلسل
ألف سلامة
2013 - مسلسل
شفيق - طبيب
القاصرات
2013 - مسلسل
زكريا
الوهم
2013 - مسلسل
سلسال الدم ج1
2013 - مسلسل
على كف عفريت
2013 - مسلسل
فرعون
2013 - مسلسل
في غمضة عين
2013 - مسلسل
قبل الربيع
2013 - فيلم
مدرسة الأحلام
2013 - مسلسل
مزاج الخير
2013 - مسلسل
ونيس والعباد وأحوال البلاد ج8
2013 - مسلسل
حمدي عبدالستار
ابن ليل
2012 - مسلسل
ابن موت
2012 - مسلسل
أخت تريز
2012 - مسلسل
البلطجي
2012 - مسلسل
الخواجة عبدالقادر
2012 - مسلسل
الصفعة
2012 - مسلسل
الهروب
2012 - مسلسل
بنات x بنات
2012 - مسلسل
تاج السريان
2012 - فيلم
معلم فينيقية
جيم أوفر
2012 - فيلم
حكايات بنات ج1
2012 - مسلسل
خطوط حمراء
2012 - مسلسل
شمس الأنصاري
2012 - مسلسل
عمر وسلمى 3
2012 - فيلم
الدكتور حمدي
فرح العمدة
2012 - مسلسل
فرقة ناجي عطا الله
2012 - مسلسل
زائيف جدعون
كاريوكا
2012 - مسلسل
طبيب الملك
مع سبق الاصرار
2012 - مسلسل
يحيي العرابي
نابليون والمحروسة
2012 - مسلسل
الزناتي مجاهد
2011 - مسلسل
الشوارع الخلفية
2011 - مسلسل
الفيل في المنديل : سعيد حركات
2011 - فيلم
تك تك بوم
2011 - فيلم
خاتم سليمان
2011 - مسلسل
سمارة
2011 - مسلسل
شارع الهرم
2011 - فيلم
شارع عبدالعزيز
2011 - مسلسل
امين الحزب الوطني
فاصل ونعود
2011 - فيلم
القاضي
مشرفة رجل لهذا الزمان
2011 - مسلسل
مأمون زوج دليلة
نونة المأذونة
2011 - مسلسل
الطبيب ح29
واحد صحيح
2011 - فيلم
حسن ابو مريم
وادي الملوك
2011 - مسلسل
الرجل الغامض بسلامته
2010 - فيلم
اللص والكتاب
2010 - مسلسل
اللمبي 8 جيجا
2010 - فيلم
القاضى ١
الوتر
2010 - فيلم
ابراهيم عبد الخالق
امرأة في ورطة
2010 - مسلسل
أهل كايرو
2010 - مسلسل
بالشمع الأحمر
2010 - مسلسل
بره الدنيا
2010 - مسلسل
بون سواريه
2010 - فيلم
حكايات وبنعيشها: كابتن عفت
2010 - مسلسل
شاهد اثبات
2010 - مسلسل
عايزة أتجوز
2010 - مسلسل
قصة حب
2010 - مسلسل
ماما في القسم
2010 - مسلسل
سليمان
ملكة في المنفى
2010 - مسلسل
نور عيني
2010 - فيلم
ابن الأرندلي
2009 - مسلسل
أدهم الشرقاوي
2009 - مسلسل
إسماعيل يس (أبو ضحكة جنان)
2009 - مسلسل
أفراح إبليس ج1
2009 - مسلسل
الأدهم
2009 - مسلسل
البوابة الثانية
2009 - مسلسل
البيه رومانسي
2009 - فيلم
والد شيرين
أمير البحار
2009 - فيلم
والد شريف
تاجر السعادة
2009 - مسلسل
حدف بحر
2009 - مسلسل
حرمت يا بابا ج1
2009 - مسلسل - سيت كوم
حقي برقبتي
2009 - مسلسل
حكايات وبنعيشها: مجنون ليلى
2009 - مسلسل
عادل
دكان شحاتة
2009 - فيلم
عصابة بابا وماما
2009 - مسلسل
عمر وسلمى 2
2009 - فيلم
دكتور حمدي
قاتل بلا أجر
2009 - مسلسل
كريمة .. كريمة
2009 - مسلسل
كلام نسوان
2009 - مسلسل
هانم بنت باشا
2009 - مسلسل
وعد ومش مكتوب
2009 - مسلسل
يوميات سلكاوي
2009 - مسلسل
يوميات ونيس وأحفاده ج6
2009 - مسلسل
7 شارع السعادة
2008 - مسلسل
احنا اتقابلنا قبل كده
2008 - فيلم
تاجر القماش
آخر كلام
2008 - فيلم
رئيس لجنة المسابقات
أسمهان
2008 - مسلسل
العنكبوت
2008 - مسلسل
بعد الفراق
2008 - مسلسل
حبيبي نائماً
2008 - فيلم
الطبيب
حسن ومرقص
2008 - فيلم
طباخ الريس
2008 - فيلم
طيارة ورق
2008 - مسلسل
ظل المحارب
2008 - مسلسل
عدّى النّهار
2008 - مسلسل
في أيد أمينة
2008 - مسلسل
قصة الأمس
2008 - مسلسل
كابتن هيما
2008 - فيلم
ليل الثعالب
2008 - مسلسل
مفيش فايدة
2008 - فيلم
والد مها
ناصر
2008 - مسلسل
نفق الشيطان
2008 - مسلسل
أصعب قرار
2007 - مسلسل
التوربيني
2007 - فيلم
القاضى
الحب كده
2007 - فيلم
القاضى
الدالي ج1
2007 - مسلسل
الفريسة والصياد
2007 - مسلسل
المصراوية ج1: الفجر في بشنين
2007 - مسلسل
الملك فاروق
2007 - مسلسل
امرأة فوق العادة
2007 - مسلسل
أنا مش معاهم
2007 - فيلم
والد كريم
بنات عمري
2007 - مسلسل
خليج نعمة
2007 - فيلم
رجل غني .. فقير جداً
2007 - مسلسل
عمارة يعقوبيان
2007 - مسلسل
غريب الدار
2007 - مسلسل
قضية رأي عام
2007 - مسلسل
قلب امرأة
2007 - مسلسل
قيود من نار
2007 - مسلسل
نقطة نظام
2007 - مسلسل
٩٠ دقيقة
2006 - فيلم
العندليب: حكاية شعب
2006 - مسلسل
امرأة من الصعيد الجواني
2006 - مسلسل
آن الأوان
2006 - مسلسل
بنت بنوت
2006 - مسلسل
حارة العوانس
2006 - مسلسل
دعوة فرح
2006 - مسلسل
رجل وامراتان
2006 - مسلسل
سكة الهلالي
2006 - مسلسل
شخلول
2006 - مسلسل
ما تيجي نرقص
2006 - فيلم
مباراة زوجية
2006 - مسلسل
نور الصباح
2006 - مسلسل
الشارد
2005 - مسلسل
العميل ١٠٠١
2005 - مسلسل
المنصورية
2005 - مسلسل
أماكن في القلب
2005 - مسلسل
كراولك
بوحه
2005 - فيلم
صاحب الخروف
ريا وسكينة
2005 - مسلسل
فتوح
سلالة عابد المنشاوي
2005 - مسلسل
أشرار وطيبين
2004 - مسلسل
الدم والنار
2004 - مسلسل
لقاء على الهواء
2004 - مسلسل
محمود المصري
2004 - مسلسل
مشوار امرأة
2004 - مسلسل
ملح الأرض
2004 - مسلسل
يا ورد مين يشتريك
2004 - مسلسل
أبيض x أبيض
2003 - مسلسل
أدهم وزينات والثلاث بنات
2003 - مسلسل
رحلة العمر
2003 - مسلسل
ملفات سرية
2003 - مسلسل
الأصدقاء
2002 - مسلسل
النعامة والطاووس
2002 - فيلم
إمام الدعاة
2002 - مسلسل
فلاح في الكونجرس
2002 - فيلم
فؤاد بك
لدواعي أمنية
2002 - مسلسل
أولى ثانوي
2001 - فيلم
صاحب صالة المزادات
أيام السادات
2001 - فيلم
حديث الصباح والمساء
2001 - مسلسل
الدكتور
سوق العصر
2001 - مسلسل
عزب
عائلة الحاج متولي
2001 - مسلسل
ليلة مقتل العمدة
2000 - مسلسل
يا رجال العالم اتحدوا
2000 - مسلسل
الزبال
وصية المالكي
1996 - مسلسل
المليم بأربعة
1990 - مسرحية
أنا وانت وبابا في المشمش
1989 - مسلسل
د. حامد محمد

## وفاته
عانى من مرض القصور الكلوي، الذي اشتد عليه وأدى إلى وفاته، بعد مكوثه لأسابيع في الرعاية. وبدأت الأزمة الصحية، عندما أصيب بسكتة دماغية، إلى جانب معاناته من مشاكل في الضغط وكسر في الفخذ، وخضوعه لعملية جراحية.